# Patrik Söderholm

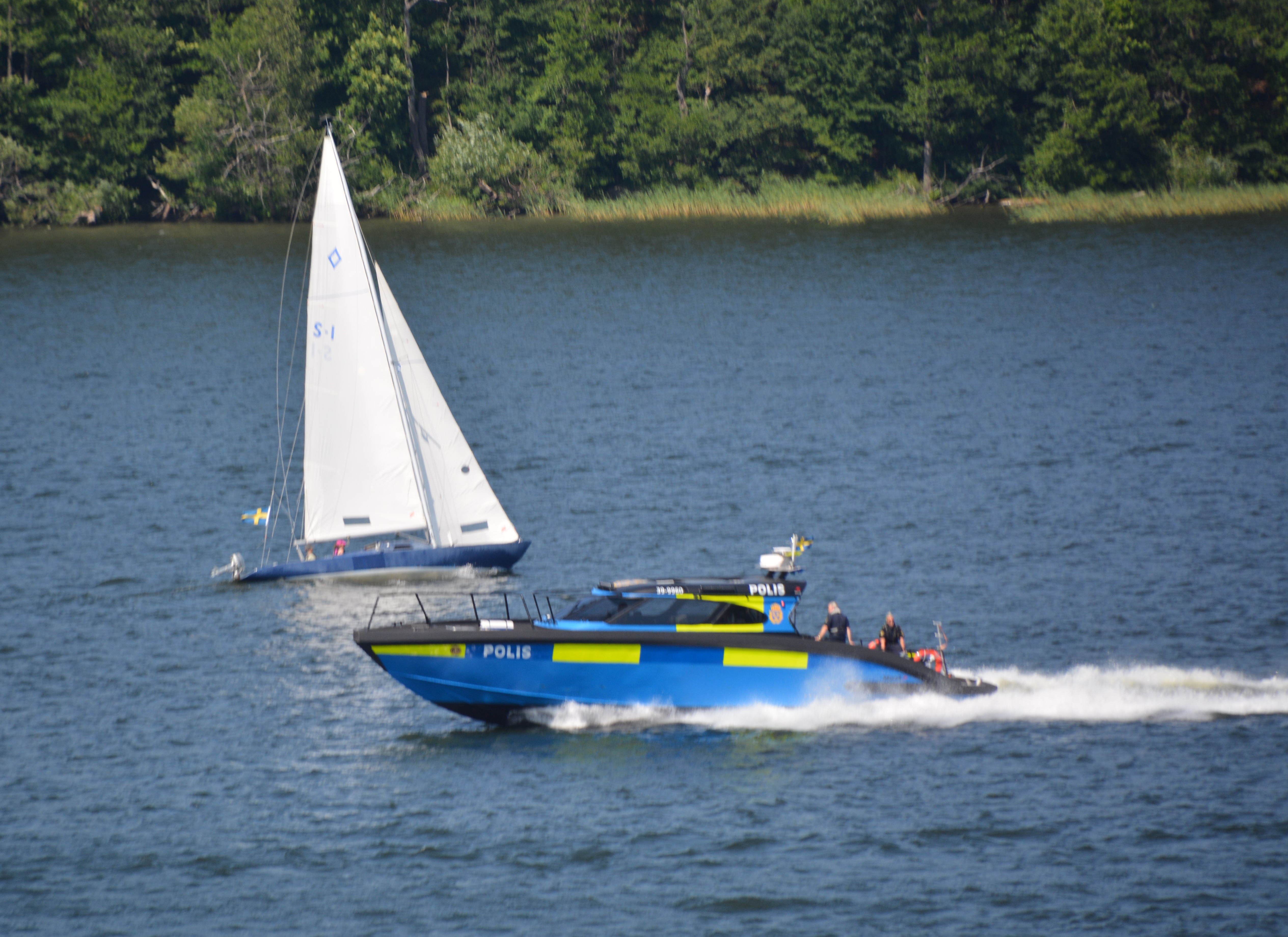
Marell Boats M15 på Mälaren

Jan Erik Patrik Söderholm, född 15 maj 1966 i Öregrund, är en svensk entreprenör och båtbyggare.
Patrik Söderholm växte upp i Öregrund och började som 17-åring arbeta på aluminiumbåttillverkaren Marinteknik Verkstads AB. Efter det att detta företag gått i konkurs 1992, grundade han 1994 tillsammans med IT-entreprenören Pål Krüger (1944–2002) båttillverkaren Marine Aluminiumtechnic AB i Öregrund, numera Anytec. 
År 2000 sålde han sin ägarandel i företaget och arbetade  ett knappt år 2000 för båttillverkaren Dockstavarvet i Mexiko. Han sysslade också med båtracing  och arbetade bland annat på småhustillverkaren Fagerdala EPS System 2002–2007 och på Marine Alutech i Finland 2013–2014. Patrik Söderholm grundade 2006 aluminiumbåttillverkaren Marell Boats AB i Östhammar, som han därefter varit vd för.
Han har tre söner.